# Aérodrome d'Altteureu
 (février 2024).
L'aérodrome d'Altteureu (알뜨르 비행장), aussi  connu sous le nom de base aérienne N°2 (K-40) de Cheju-do, est  une ancienne base aérienne du service aérien de la Marine impériale japonaise puis de  l'United States Air Force (USAF) située dans le sud de l'île de Jeju en Corée du Sud. Fermée depuis les années 1960, il est en grande partie constitué de terres agricoles aujourd'hui, bien que le site soit toujours détenu et utilisé dans une certaine mesure par la force aérienne de la république de Corée, en particulier une piste d'atterrissage en herbe connue sous le nom d'« aéroport d'Alddreu ».

## Histoire

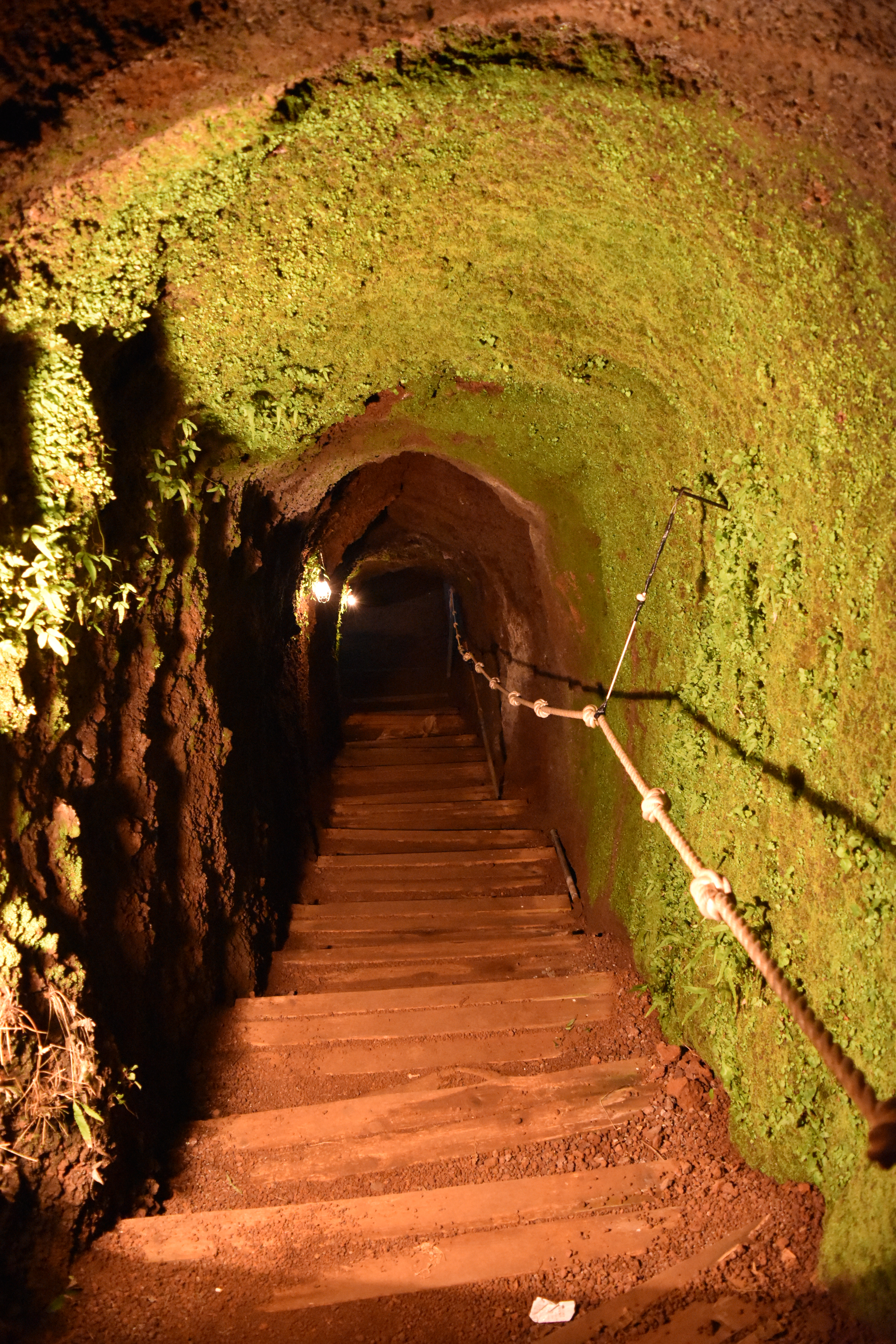
Tunnels souterrains construits pour les Japonais et que l'on peut maintenant visiter.

L'aérodrome est à l'origine développé entre 1926 et 1930 pendant la période de domination japonaise sous le nom d'« aérodrome d'Altehru ». Les habitants locaux sont utilisés comme travailleurs forcés pour aplanir et dégager le paysage, puis pour construire des tunnels souterrains. Initialement, il est principalement utilisé comme station de ravitaillement, ainsi que comme base pour les avions de reconnaissance et de patrouille maritime. Durant la seconde guerre sino-japonaise, il est également utilisé comme base avancée du groupe aérien naval d'Omura pour le bombardement de villes chinoises telles que Shanghai ou Nankin.

### Seconde Guerre mondiale
Entre autres choses, la base est utilisée pour la formation des pilotes kamikazes et, à la fin de la guerre, elle abrite 2 500 soldats de l'aéronavale et 25 avions dans des abris antiaériens renforcés. Vers la fin de la guerre du Pacifique, les Japonais sont confrontés à une défaite inévitable. Craignant un combat sur le sol japonais, ils prévoient d'utiliser l'aérodrome de Jeju comme dernier recours pour se défendre contre les forces alliées.

### Guerre de Corée
L'USAF a désigné la base sous l'appellation de Cheju-do N°2 ou K-40 . Elle est apparemment principalement utilisée comme installation de ravitaillement en carburant et de communication et relève de la 100e escadre à partir du 5 août 1951. Outre une compagnie de police aérienne de l'USAF, il y a des sociétés de communication, de génie civil et de restauration. basées en permanence à K-40 pendant cette période.

### Après-guerre

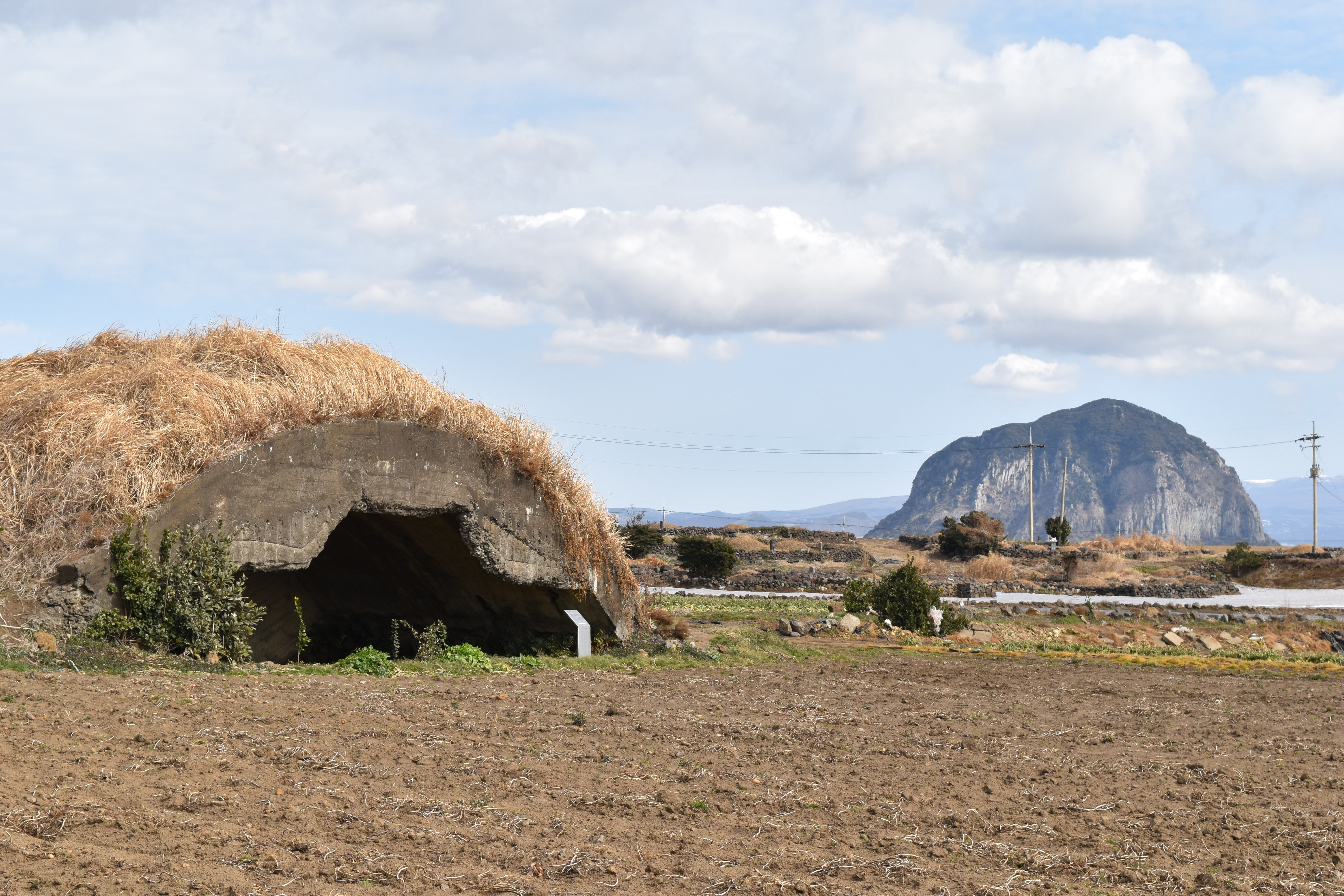
Hangars de la base (2018).

Une installation TACAN est construite sur la base, maintenant appelée « aérodrome d'Altteureu », au début des années 1960. Alddreu est remis par l'USAF à la force aérienne de la république de Corée à la fin de cette décennie. La base continue d'appartenir à l'armée de l'air coréenne mais est en grande partie louée à des civils depuis la rétrocession, la majeure partie du site étant actuellement utilisée comme champs de pommes de terre, bien qu'un grand nombre d'installations d'avant et d'après-guerre soient encore intact à un degré ou à un autre. Ceux-ci comprennent 19 (sur les 20 originaux) hangars souterrains, et une piste en herbe de 1 400 mètres qui est toujours utilisée comme piste d'atterrissage par les forces de réserve de la république de Corée (en).
La ville de Seogwipo a prévu à un moment donné, à la fin des années 2000, de développer la zone en tant que parc à thème.